# Christopher Beeston
Christopher Beeston (ca. 1579 – ca. 15 oktober 1638) was een succesvol Engels acteur en invloedrijk theaterondernemer aan het begin van de 17e eeuw, in de bloeitijd van het Engels renaissancetheater ten tijde van Elizabeth I en Jacobus I.
Over Beestons jeugd is niets bekend. In 1598 acteerde hij in Ben Jonsons komedie Every Man In His Humour, samen met William Shakespeare en Richard Burbage in de Lord Chamberlain's Men. Het lijkt er daarmee op dat hij als jongensacteur debuteerde.
In 1602 werkte hij als acteur voor het gezelschap Worcester's Men, dat in 1603 overging in Queen Anne's Men. In 1612 werd hij de manager van dat gezelschap, dat vooral stukken opvoerde van zijn vriend, de acteur en toneelschrijver Thomas Heywood. Hij produceerde vele van Heywoods stukken in de Red Bull.
In 1616 bracht hij zijn toneelgroep onder in zijn theater The Cockpit, dat later zou worden omgedoopt tot The Phoenix, in Drury Lane. Ook de andere groepen die later in dit theater optraden vielen onder zijn management.
In 1637 vormde hij zelf het gezelschap King's and Queen's Young Company, beter bekend als de Beeston's Boys.  
Na Beestons dood in 1638 werd zijn zoon William de bedrijfsleider. Nadat er echter een stuk was opgevoerd waartegen koning Karel I bezwaar maakte, werd hij vervangen door William Davenant. Tussen 1625 en 1636 was het theater het onderkomen van Queen Henrietta's Men. 
- Library of Congress Control Number: no2009044534
- SNAC: w6711k8b
- Virtual International Authority File: 83627457
- WorldCat: E39PBJf4dwXXqCTCV9pyYQ3bBP